# ミニ英会話・とっさのひとこと
『ミニ英会話・とっさのひとこと』（ミニえいかいわ・とっさのひとこと）は、1992年4月6日から2007年3月28日までNHK教育テレビとNHKワールド･プレミアムで放送された英語語学番組。

## 概要
スキット（寸劇）の中に出てくる日常会話や旅行英会話ですぐに使える基本的なフレーズを、英語に精通したタレントの解説を交えて学習する。1回5分、各シリーズ6ヶ月間放送。
1992年度から2002年度はサラ・ムーアやマリ・クリスティーヌ、ヒロコ・グレースやジェームス天願らがナビゲーターとして出演した。2003年度からは俳優の賀集利樹がスキットの主役を演じており、2004年度と2005年は海外旅行をテーマにした内容で放送された。

## 放送時間
（出典：）
| 放送期間            | 放送時間（日本時間）                                      | 放送時間（日本時間）                 |
| 放送期間            | 本放送                                                    | 再放送                               |
| ------------------- | --------------------------------------------------------- | ------------------------------------ |
| 1992年度            | 月曜日 - 木曜日 22:15 - 22:20（5分）                      | -                                    |
| 1993年度 - 1994年度 | 月曜日 - 金曜日 21:55 - 22:00（5分）                      | 月曜日 - 木曜日 6:54 - 6:59（5分）   |
| 1995年度            | 月曜日 - 金曜日 21:55 - 22:00（5分）                      | -                                    |
| 1996年度            | 月曜日 - 木曜日 22:25 - 22:30（5分）                      | -                                    |
| 1997年度            | 月曜日 - 木曜日 19:20 - 19:25（5分）                      | -                                    |
| 1998年度            | 月曜日 - 木曜日 19:20 - 19:25（5分）                      | 月曜日 - 木曜日 12:50 - 12:55（5分） |
| 1999年度 - 2001年度 | 月曜日 - 金曜日 22:55 - 23:00（5分）                      | 月曜日 - 木曜日 12:50 - 12:55（5分） |
| 2002年度            | 火曜日 - 金曜日 0:20 - 0:25（月曜日 - 木曜日深夜）（5分） | 月曜日 - 木曜日 12:50 - 12:55（5分） |
| 2003年度 - 2006年度 | 月曜日 - 水曜日 6:45 - 6:50（5分）                        | 金曜日 21:55 - 22:00（5分）          |

## 2006年度の詳細
- 毎週月 - 水曜日日 6:45 - 6:50：「Shibuya 友情編」再放送
- 毎週金曜日日 21:55 - 22:00：「San Francisco 旅は道連れ編」再放送

その他随時総合テレビで放送されることもある（午前11時台の地域放送枠など。主として2002年以前に放送された内容）。

## シリーズ

### Shibuya 友情編（2003年度）
大学生のシュウ（賀集利樹）の家に、アメリカからの留学生エド（Solomon Emich）がホームステイに来ることに･･･。
- スキット出演
  - 賀集利樹
  - 南一恵
  - Solomon Emich
- スタジオ出演
  - 高野志穂（ナビゲーター）

### Honolulu 親孝行編（2004年度）
シュウとその母（南一恵）は、2人でハワイのホノルルへ旅行に出かけた。そこでさまざまな状況に遭遇し･･･。
- スキット出演
  - 賀集利樹
  - 南一恵
- スタジオ出演
  - 美香クレア（ナビゲーター）

### San Francisco 旅は道連れ編（2005年度）
シュウはサンフランシスコに一人旅にやってきた。そこでトモ（石井智也）と出会い、一緒に旅をすることに…。
- スキット出演
  - 賀集利樹
  - 石井智也
- スタジオ出演
  - 美香クレア（ナビゲーター）